# Масальский, Даниил Афанасьевич
Даниил (Данило) Афанасьевич Маса́льский (1739—1832) — русский кораблестроитель конца XVIII — начала XIX века, корабельный мастер полковничьего ранга, построил более 30 кораблей различного ранга и класса для Российского императорского флота, первым в России применил металлическую обшивку для подводной части корпуса судна, действительный статский советник.

## Биография

### Происхождение
Даниил Афанасьевич Масальский (Данило Масальской, Мосальский) родился 18 (29) декабря 1739 года. Происходил из старинного княжеского рода Масальских. Его отец Владислав-Афанасий, потомок князя Владимира Юрьевича, переселился в начале XVIII века из Литовского княжества в Россию. Эта ветвь князей Мосальских княжеский титул утеряла. В 1862 году потомкам Д. А. Масальского было возвращено княжеское звание.

### Ранние годы
В 1760 году поступил в Морской кадетский корпус. Участвовал в Семилетней войне, в 1761—1762 годах находился в двух военных компаниях по осаде Кольберга. В 1763 году по собственному желанию был переведён в корабельные ученики. В 1773 году был произведён в корабельные подмастерья с чином прапорщика. В 1775—1777 годах находился в Олонецкой губернии при заготовке корабельного леса для строительства прамов. В 1778 году пожалован в поручики. До 1779 года проходил службу мастером-корабельщиком в Кронштадтском порту. С 1779 по 1783 год был командирован в Англию для усовершенствования знаний по кораблестроению. После возвращения из командировки, был произведён в чин капитана и продолжил службу на корабельных верфях Кронштадта и Санкт-Петербурга. Впервые в российской практике успешно произвёл опыт по обшивке металлом подводной части корпуса судна.

### Корабельный мастер
В 1785 году был произведён в корабельные мастера премьер-майорского ранга. 6 сентября 1785 года заложил в Санкт-Петербургском адмиралтействе 100 пушечный линейный корабль «Святой Равноапостольный князь Владимир», который спустил на воду 2 августа 1788 года. В 1786—1789 годах в том же адмиралтействе построил небольшие парусные одномачтовые военные катера 38-пушечные «Вестник», «Летучий», «Лебедь», «Баклан» и 20-пушечные «Кречет» и «Ястреб». С 1777 года Катасанов находился в Кронштадте, занимался починкой старых судов. 9 июля 1778 года заложил на верфи в Кронштадте, спроектированный вместе с А. С. Катасановым 66-пушечный линейный корабль «Победоносец». В декабре 1787 года по императорскому указу на Галерной верфи Д. А. Масальский приступил к постройке гребного, оснащённого «тяжеловесною артиллериею», специальной постройки, по опыту шведских кораблестроителей, судна — 30-пушечной шебеки «Летучая», проект которой составил еще 10 лет назад корабельный мастер А. С. Катасанов, после изучения секретов иностранного кораблестроения во время своей командировки в Швецию. Д. Масальским было построено всего восемь шебек специальной постройки и 18-пушечный бомбардирский корабль «Победитель» (спущен на воду спущен 20 мая 1788) на Галерной верфи. Также, в 1788 году разработал проект бронированных плавучих плотов, по которым уже после смерти Масальского, в конце 1854 года корабельный инженер А. Я. Гезехус сделал чертёж, а инженер-полковник С. И. Чернявский построил первый экземпляр подобного плота броненосного плота. В 1790 году за постройку на городской верфи казённых судов, в том числе 70 канонерских лодок, произведён в корабельные мастера полковничьего ранга.
С 1790 по 1796 годы на верфях Кронштадта и Санкт-Петербурга построил четырнадцать 38-пушечных гребных фрегатов типа «Александр». На Кронштадтской верфи построил и 23 апреля 1790 года спустил на воду фрегаты: «Александр», «Александра», «Екатерина», «Елена» (совместно с корабельным мастером И. Кутыгиным), «Константин», «Мария», «Николай», «Павел». В Санкт-Петербургском адмиралтействе построил фрегаты: «Александр» (спущен 10.10.1792), «Екатерина» (спущен 17.10.1792), «Елизавета» и «Мария» (спущены 25 августа 1794), «Константин» и «Николай» (спущены 9 октября 1796), бомбардирский корабль «Гремящий».
В 1792 году Д. А. Масальский совместно с судостроителем В. А. Сарычевым разрабатывали чертежи двух 8-пушечных бригов «Котка» и «Куцал Муллим», построенные в Санкт-Петербургском адмиралтействе в 1793—1794 годах.
В 1792 году Д. А. Масальский за личные заслуги был пожалован в потомственное дворянство, в 1794 году награждён орденом Святого Владимира 4 степени. 11 сентября 1795 года в Санкт-Петербургском адмиралтействе заложил 74-пушечный корабль, однако который достроен не был и в 1798 разобран. 1 января 1796 года Д. А. Масальский был пожалован в полковники. 16 октября 1798 года уволен от службы с награждением ранга и с пенсионом.
В 1798—1800 годах на Херсонской верфи по проекту А. С. Катасанова, чертежам Д. А. Масальского и В. А Сарычева были построены 74-пушечные линейные корабли: «Тольская Богородица» (строитель И. И. Тарусов), «Мария Магдалина Вторая» (строитель В. И. Потапов), «Святая Параскева» (строитель М. И. Суровцов).
15 октября 1800 года стал членом Коммерц-коллегии. В 1811 году был произведён в ранг действительного статского советника. Масальский владел имением в селе Павловское Суздальского (с 1778 года — Ковровского) уезда.
Умер 13 (25) ноября 1832 года и был похоронен на Смоленском православном кладбище в Санкт-Петербурге.

## Семья
От брака с Марией Ефимовной Пожарской (1754—1827) имел 17 детей, в их числе: Фёдор (1779—1829), статский советник; Евграф (1789—1826), капитан-лейтенант флота; внук — князь Николай Масальский.